# Knooppunt Bettembourg
Knooppunt Bettembourg (Frans: Croix de Bettembourg, Luxemburgs:Beetebuerger Kräiz) is een verkeersknooppunt in Luxemburg. Hier kruist de A3 richting Luxemburg en Metz met de A13 richting Esch-sur-Alzette en Saarbrücken. Het knooppunt is uitgevoerd als een klaverturbine, waarbij de turbineboog vanaf Esch-sur-Alzette naar Luxemburg loopt. Het is vernoemd naar het stadje Bettembourg, dat vlak bij het knooppunt ligt.
| Aansluitende wegen                        | Aansluitende wegen       | Aansluitende wegen    | Aansluitende wegen | Aansluitende wegen |
| ----------------------------------------- | ------------------------ | --------------------- | ------------------ | ------------------ |
|                                           |                          | A3 richting Luxemburg |                    |                    |
|                                           |                          |                       |                    |                    |
| A13 richting Dudelange / Esch-sur-Alzette | A13 richting Saarbrücken |                       |                    |                    |
|                                           |                          |                       |                    |                    |
|                                           |                          | A3 richting Metz      |                    |                    |

Bettembourg · Cessange · Esch · Gasperich · Grünewald · Lankelz